# بوب ستابلتون
بوب ستابلتون (بالإنجليزية: Bob Stapleton)‏ هو رائد أعمال أمريكي، ولد في 1 أبريل 1958 في ريفرسايد في الولايات المتحدة.